# Woltershausen
Woltershausen este o comună din landul Saxonia Inferioară, Germania.